# Erzbistum Shillong
Das Erzbistum Shillong (lateinisch Archidioecesis Shillongensis) ist eine in Indien gelegene römisch-katholische Erzdiözese mit Sitz in Shillong.
Das Territorium umfasst die Distrikte Ri-Bhoi und East Khasi Hills im Bundesstaat Meghalaya.

## Geschichte
Das Erzbistum Shillong wurde am 13. Dezember 1889 durch Papst Leo XIII. aus Gebietsabtretungen des Bistums Krishnagar als Apostolische Präfektur Assam errichtet. Die Apostolische Präfektur Assam wurde am 9. Juli 1934 durch Papst Pius XI. mit Apostolischen Konstitution Uberius ac felicius zum Bistum erhoben und in Bistum Shillong umbenannt. Es wurde dem Erzbistum Kalkutta als Suffraganbistum unterstellt. Am 12. Juli 1951 gab das Bistum Shillong Teile seines Territoriums zur Gründung des Bistums Dibrugarh ab. Eine weitere Gebietsabtretung erfolgte am 16. Januar 1964 zur Gründung des Bistums Tezpur.
Das Bistum Shillong wurde am 26. Juni 1969 durch Papst Paul VI. mit der Apostolischen Konstitution Christi sponsa zum Erzbistum erhoben und in Erzbistum Guwahati-Shillong umbenannt. Das Erzbistum Guwahati-Shillong wurde am 22. Januar 1970 in Erzbistum Shillong-Guwahati umbenannt. Am 1. März 1973 gab das Erzbistum Shillong-Guwahati Teile seines Territoriums zur Gründung des Bistums Tura ab. Eine weitere Gebietsabtretung erfolgte am 5. Dezember 1983 zur Gründung des Bistums Diphu. Am 30. März 1992 wurde das Erzbistum Shillong-Guwahati in das Erzbistum Shillong und das Bistum Guwahati geteilt. Das Erzbistum Shillong gab am 28. Januar 2006 Teile seines Territoriums zur Gründung der Bistümer Nongstoin und Jowai ab.

## Kirchenprovinz
Dem Erzbistum Shillong sind die Bistümer Agartala, Aizawl, Jowai, Nongstoin und Tura als Suffraganbistümer unterstellt.

## Ordinarien

### Apostolische Präfekten von Assam
- Otto Hopfenmüller SDS, 1889–1890
- Angelus Münzloher SDS, 1890–1906
- Christopherus Becker SDS, 1906–1921
- Louis Mathias SDB, 1922–1934

### Bischöfe von Shillong
- Louis Mathias SDB, 1934–1935, dann Erzbischof von Madras
- Stephen Ferrando SDB, 1935–1969

### Erzbischöfe von Guwahati-Shillong
- Hubert D’Rosario SDB, 1969–1970

### Erzbischöfe von Shillong-Guwahati
- Hubert D’Rosario SDB, 1970–1992

### Erzbischöfe von Shillong
- Hubert D’Rosario SDB, 1992–1994
- Tarcisius Resto Phanrang SDB, 1995–1999
- Dominic Jala SDB, 1999–2019
- Victor Lyngdoh, seit 2020